# Uomini e libri
Uomini e libri, que l'on pourrait traduire en français par « Des livres et des hommes », est une émission de télévision littéraire italienne présentée par Luigi Silori et diffusée de 1958 à 1961 sur la première chaîne publique italienne, Programma Nazionale, ancêtre de Rai 1.
L'émission est à l'origine diffusée sur une base hebdomadaire, chaque vendredi soir à 19 heures 30, puis le samedi par la suite, et se déroule en direct des studios de la RAI à Rome. Elle a une durée d'une demi-heure. La première édition a lieu le vendredi 10 octobre 1958.
L'émission compte 177 numéros, tous présentés par l'écrivain et critique littéraire Luigi Silori. L'émission est remplacée l'année suivant son arrêt par Libri per tutti, également présenté par Luigi Silori.
À cette époque, les écrivains sont réticents et suspicieux par rapport à ce nouveau média. Malgré cela, Luigi Silori parvient à inviter un certain nombre de personnalités éminentes du monde littéraire italien, dont Italo Calvino, Riccardo Bacchelli, Primo Levi ou Carlo Bo, entre autres.

## Sources
- (it) Cet article est partiellement ou en totalité issu de l’article de Wikipédia en italien intitulé « Uomini e libri » (voir la liste des auteurs).